# Lindenmühle (Igensdorf)
Lindenmühle ist ein Gemeindeteil des Marktes Igensdorf im Landkreis Forchheim (Oberfranken, Bayern).

## Geografie
Die Einöde im Erlanger Albvorland liegt etwas mehr als zwei Kilometer südlich des Ortszentrums von Igensdorf auf einer Höhe von 321 m ü. NHN.

## Geschichte
Der Ort wurde im Jahr 1370 zum ersten Mal urkundlich erwähnt. Bis zum Beginn des 19. Jahrhunderts unterstand der Ort der Landeshoheit von reichsunmittelbaren Adeligen, die sich in dem zum Fränkischen Ritterkreis gehörenden Ritterkanton Gebürg organisiert hatten. Die Vogtei übten die Freiherrn von Schönfeld aus. Die Wahrnehmung der Hochgerichtsbarkeit stand dem zur Reichsstadt Nürnberg gehörenden Pflegamt Hiltpoltstein in seiner Rolle als Fraischamt zu. 1803 wurde die Lindenmühle infolge des zwischen dem Kurfürstentum Pfalzbaiern und dem Königreich Preußen abgeschlossenen Hauptlandesvergleichs von Preußen annektiert. Es wurde von diesem in sein süddeutsches Verwaltungsgebiet Ansbach-Bayreuth eingegliedert und damit später ein Bestandteil des Eschenauer Straßendistrikts, einer Korridorverbindung, mit der die beiden geografisch voneinander getrennten Teile dieses Territoriums über eine Militärstraße miteinander verbunden wurden. Nach der preußischen Niederlage im Vierten Koalitionskrieg wurde die Einöde zusammen mit dem gesamten Fürstentum Bayreuth 1807 einer vom französischen Kaiserreich eingesetzten Militärverwaltung unterstellt. Mit der käuflichen Erwerbung dieses Fürstentums durch das Königreich Bayern im Jahr 1810 wurde die Lindenmühle bayerisch.
Durch die Verwaltungsreformen zu Beginn des 19. Jahrhunderts im Königreich Bayern wurde die Lindenmühle mit dem Zweiten Gemeindeedikt im Jahr 1818 ein Gemeindeteil der Ruralgemeinde Rüsselbach. Im Zuge der Gebietsreform in Bayern wurde Lindenmühle am 1. Januar 1972 in den Markt Igensdorf eingegliedert.

## Verkehr
Die Bundesstraße 2 führt etwa 300 Meter östlich des Ortes vorbei und bindet die Lindenmühle mittels einer Anliegerstraße an das Straßenverkehrsnetz an. Vom ÖPNV wird die Lindenmühle nicht bedient, die nächste Haltestelle der Buslinie 212 des VGN befindet sich in Lindenhof. Der nächstgelegene Bahnhof ist der unmittelbar südlich von Weidenbühl gelegene Haltepunkt Rüsselbach der Gräfenbergbahn.